# Reticulado (espeleología)

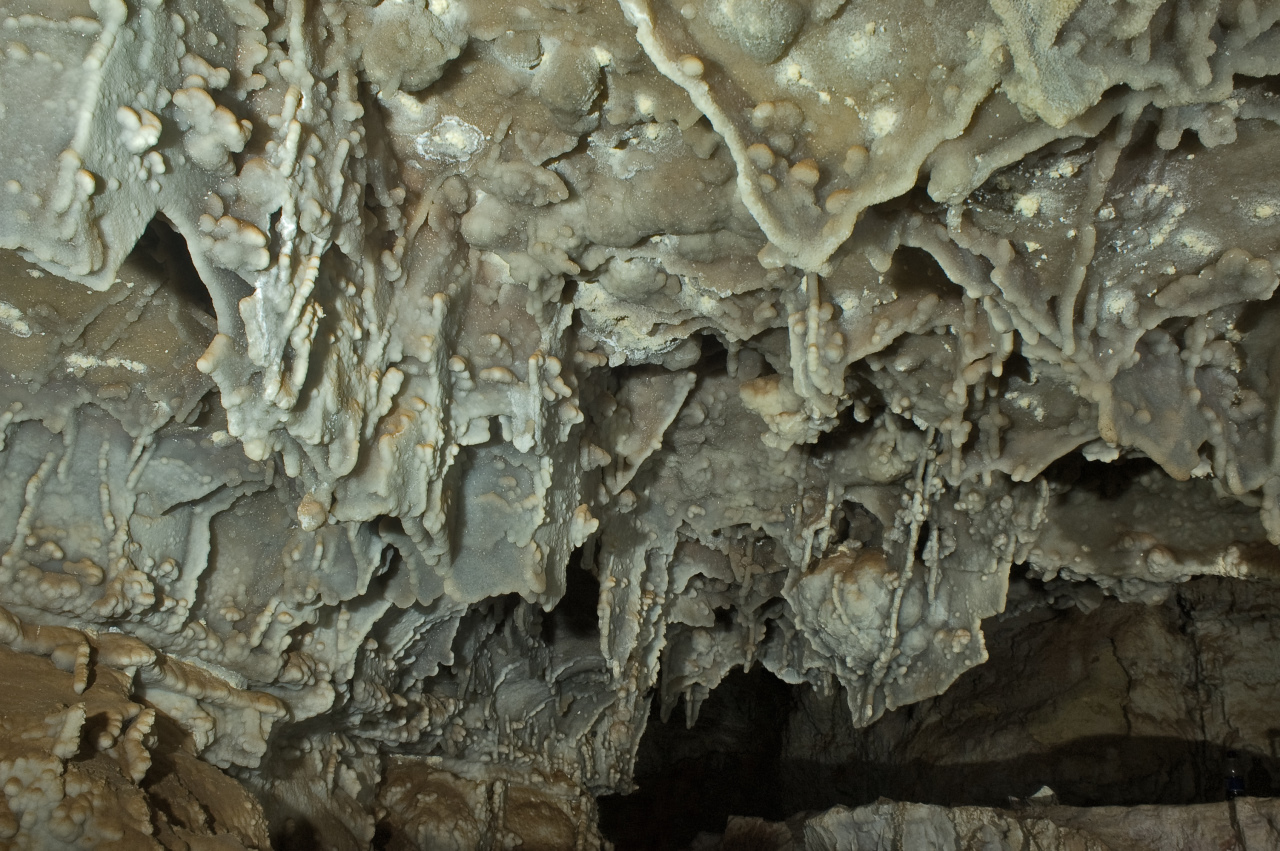
Boxwork, forma un entramado de paredes de caliza en el techo de algunas cavernas, como esta, conocida como Cueva del viento (Wind cave), en Estados Unidos.

El reticulado o boxwork (en inglés, aunque utilizado sin traducir en ocasiones) es un espeleotema cuyo aspecto es el de un panal de roca. Es una forma secundaria kástica de flujo.
Se llega a él cuando la roca caliza que forma el techo de una cueva se cuartea debido a fuerzas tectónicas. Ese cuarteado, en dos direcciones, se rellena con calcita que se filtra disuelta en el agua. Cuando se da este caso y luego se produce una erosión suficiente, ya que la caliza es más blanda que la calcita, se queda el molde de las grietas formando el boxwork.

## Variedades y subtipos
La septaria es un subtipo de boxwork que se forma en suelos arcillosos. El reticulado de calcita alcanza unos milímetros sobre el suelo a través del craquelado de este.